# Bryum subnitidulum
Bryum subnitidulum är en bladmossart som beskrevs av H. Arnell in Dusén 1901. Bryum subnitidulum ingår i släktet bryummossor, och familjen Bryaceae. Inga underarter finns listade i Catalogue of Life.